# Eroe per un giorno
Eroe per un giorno (The Incident) è un film per la televisione statunitense del 1990 diretto da Joseph Sargent.
È un film drammatico ambientato durante la seconda guerra mondiale nella fittizia cittadina statunitense di Lincoln Bluff, nel Colorado, con protagonisti Walter Matthau, nel ruolo di un avvocato che deve difendere un prigioniero di guerra tedesco, Susan Blakely e Robert Carradine.

## Trama
Nel 1944, in un campo per prigionieri di guerra nei pressi di una cittadina del Colorado, l'anziano medico viene trovato morto ammazzato. Un internato viene accusato del delitto: dalle prove e dalle testimonianze raccolte paiono non esserci dubbi sulla colpevolezza del soldato tedesco. Del caso si interessa il presidente degli Stati Uniti in quanto spera, con un regolare processo ed un'equa sentenza, un analogo trattamento per tre aviatori americani accusati in Germania di crimini di guerra.
Il giudice federale incaricato del processo affida la difesa d'ufficio a Harmon Cobb, un anziano avvocato del luogo, che, pur riluttante, è costretto ad accettare.
Cobb ha molti motivi per desiderare la condanna dell'imputato, ma svolge il suo mandato con coscienza e alla fine riesce a dimostrare che la sorveglianza interna al campo è affidata ai nazisti della prima ora, una sorta di Gestapo, e a provare l'innocenza del suo assistito.

## Produzione
Il film, diretto da Joseph Sargent su una sceneggiatura di Michael Norell e James Norell, fu prodotto da Bill Brademan per la Qintex Entertainment e girato a Colorado Springs, nel Colorado, e a Pittsburgh in Pennsylvania (tra le location la Carnegie Mellon University) Il titolo di lavorazione fu Incident at Lincoln Bluff.

## Distribuzione
Il film fu trasmesso negli Stati Uniti il 4 marzo 1990 sulla rete televisiva CBS.
Alcune delle uscite internazionali sono state:
- in Germania il 21 settembre 1991 (Anwalt des Feindes)
- in Brasile (A Justiça Fala Mais Alto)
- in Spagna (El incidente)
- in Ungheria (Oroszlánbarlang)
- in Finlandia (Välikohtaus)
- in Italia (Eroe per un giorno)[6]

## Critica
Secondo il Morandini
il film è un "buon film TV che fu, tra l'altro, il debutto di Matthau (ottimo) sul piccolo schermo".

## Sequel
Eroe per un giorno ha avuto due seguiti: Incidente a Baltimora (Against Her Will: An Incident in Baltimore) del 1992 e Un processo in provincia (Incident in a Small Town) del 1994.